# 스캔들III
"스캔들III"은 2017년에 개봉한 대한민국의 영화이다.

## 캐스팅
- 황성웅 : 혁빈 역
- 진건 : 진구 역
- 나진 : 여진 역
- 지은 : 아현 역
- 유승일 : 태현 역
- 이민욱 : 성준 역
- 이현지 : 박 PD 역
- 김주연 : 민아 역
- 전범준 : 진영 역
- 이주경 : 상원 역
- 지은서 : 유라 역
- 민호 : 영철 역
- 박혜진 : 시연 역
- 양지혈 : 강사 역
- 채유리 : 내연녀 역
- 최지안 : 간병인 역
- 주보라 : 친구 1 역
- 김정미 : 친구 2 역
- 조영택 : 의사 역(우정출연)